# كتلة منزلقة لنيومارك
طريقة تحليل الكتلة المنزلقة لنيومارك هي عبارة عن طريقة هندسية تستخدم لحساب الإزاحة الدائمة للمنحدرات الترابية (بالإضافة إلى الجسور والسدود) أثناء التحميل الزلزالي. ويُشار إلى هذه الطريقة بشكل بسيط باسم، تحليل نيومارك أو طريقة الكتلة المنزلقة لتحليل ثبات المنحدرات.

## معلومات تاريخية
كانت هذه الطريقة من اقتراح نيثان مورتيمور نيومارك وقد اقترح اسمها على هذا الأساس عام 1965 في محاضرة رانكاين رقم 5 التي ألقاها نيثان نيومارك في الجمعية البريطانية لتقنيات التغيير الجيولوجي في لندن والتي تم نشرها بعد ذلك في الجريدة العلمية للجمعية الجيوتقنية (Geotechnique). وقد كان أول مبتكر لهذه الفكرة هو نيكولاس أمبريسيز الذي شكلت أطروحة الدكتوراه التي قام بمناقشتها  في مجال الثبات الزلزالي للسدود الطينية في إمبريال كوليدج لندن، شكلت أساس هذه الطريقة. وقد أقر نيومارك في محاضرة رانكاين التي ألقاها بمساهمة أمبريسيز في الطريقة التي ابتكرها وذلك خلال مناقشات متنوعة دارت بين كلا الباحثين بينما كان الأخير يشغل منصب أستاذ زائر في جامعة إلينويز.

## الطريقة
طبقًا لكرامر، فإن طريقة نيومارك عبارة عن تحسين للطريقة التقليدية لـعلم السكون الوهمي التي وضعت في الحسبان فشل الانزلاق الزلزالي عند ظروف الحالة المطلقة للحد (أي عندما يساوي عامل السلامة (FOS) 1) وتوفير المعلومات عن حالة الانهيار ولكن ليس معلومات عن التشوهات الناتجة. وتوضح الطريقة الجديدة أنه عندما يقل عامل السلامة عن "1 فإن "الفشل" ليس بالضرورة أن يحدث نظرًا لأن وقت حدوث ذلك الأمر قصير جدًا. ومع ذلك، ففي كل مرة يقل فيها عامل السلامة عن الوحدة المحددة ستحدث بعض التشوهات التي تتراكم في كل مرة تكون قيمة عامل السلامة < 1. كما تقترح الطريقة أيضًا أن الكتلة الساقطة من المنزلق قد تُعتبر كتلة منزلقة ومن ثم فهي كتلة منزلقة على سطح مائل فقط عندما تكون قوة القصور الذاتي المؤثرة بها (تسارع كتلة X) مساوية أو تزيد عن القوة المكتسبة لإحداث الانزلاق.
وباتباع هذه الافتراضات، فإن الطريقة تقترح أن في كل مرة يزيد فيها التسارع (الحمل الزلزالي) عن التسارع الحرج المطلوب لإحداث الانهيار، الذي يمكن الحصول عليه من طريقة علم السكون الوهمي مثل طريقة سارما )، كما ستحدث الإزاحات الدائمة. يتم الحصول على درجة هذه الإزاحات بواسطة التكامل مرتين (التسارع هو المشتق الرياضي الثاني لـ الإزاحة) اختلاف التسارع المطبق والتسارع الحرج بالنسبة إلى الزمن.

## بدائل حديثة
لا تزال هذه الطريقة مستخدمة على نطاق واسع في مجال الهندسة لتقييم عواقب الزلازل على المنحدرات. وفي الحالات الخاصة المتعلقة بالسدود الطينية سدود، فإن هذه الطريق تُستخدم بشكل متعلق بطريقة أشعة القص التي يمكن أن توفر تاريخ زمن التسارع على مستوى سطح الفشل. وقد تم إثبات نجاح الطريقة في الوصول إلى نتائج معقولة ومطابقة جدًا للبيانات التي يتم قياسها .
ومع ذلك، تفترض طريقة انزلاق الكتلة الصلابة - اللدونة التامة التي لا تُعتبر حقيقة. كما لا يمكنها حقيقةً مراعاة ضغط الماء عبر مسام الأرض الذي يتجمع أثناء التحميل الدوري الذي قد يؤدي إلى بدء الإسالة وعمليات الفشل المختلفة مقارنة بأسطح الانزلاق المميزة. وكنتيجة لهذا، تم تطوير المزيد من الطرق الدقيقة، حيث يتم استخدامها حاليًا للتغلب على أوجه القصور المشار إليها. وتُستخدم الطرق العددية مثل الفروق المحدودة وطريقة العناصر المنتهية التي يمكنها استخدام نماذج تأسيسية من البلاستيك المرن الأكثر تعقيدًا لمحاكاة المرونة السابقة للتحرك.

## قائمة المصادر
- Kramer, S. L. (1996) Geotechnical Earthquake Engineering. Prentice Hall, New Jersey.